# Gornji Senik
Gornji Senik (madžarsko Felsőszölnök, nemško Oberzemming, latinsko Zelnuk Superior) je naselje v Slovenskem Porabju v Občini Monošter, Madžarska.
Naselje leži v trikotniku med slovensko, avstrijsko in madžarsko državno mejo, oddaljeno 2,5 kilometra od mejnega prehoda Martinje. V naselju živi 922 prebivalcev, od tega je 53,1 % Madžarov, 24,3 % Slovencev in 21 % Nemcev (popis 2001).
Prebivalstvo se izseljuje in po letu 1945 naglo nazaduje. V vasi sta mlin iz leta 1897 in edina stiskalnica za bučno olje v Porabju. Pokrajina okoli naselja je gričevnata, porasla z borovimi gozdovi in ni najbolj primerna za kmetijstvo.
Stare listine v letu 1689 prvič omenjajo župnijsko cerkev svetega Janeza Krstnika. Cerkev je bila v letih 1700 in 1938 obnovljena in povečana. Značilne za Gornji Senik so bile stavbe iz lesa, ilovice in opeke, ki se uvrščajo v panonski tip ljudskega stavbarstva; še 1970 je bilo več kot 50 % ilovnatih stavb.
V vasi je deloval župnik Jožef Košič, pisatelj, Janoš Kühar, zaščitnik prekmurskega jezika na Madžarskem, Andraš Horvat, pisatelj v 18. stoletju. Na Gornjem Seniku se js rodil Imre Hanšek, murskosoboški župnik in dekan Slovenske okrogline. Znani vaščani so še Matija Cvetan, Štefan Pinter, Alojz Gašpar, Vendel Krajcar, Francek Mukič in Marija Kozar Mukič.